# أندرو بريتون
أندرو بريتون (بالإنجليزية: Andrew Britton)‏ (6 يناير 1981، بيتربرة في المملكة المتحدة - 18 مارس 2008، درم في الولايات المتحدة)؛ كاتِب ومؤلِّف وروائي أمريكي. درس في جامعة ولاية كارولينا الشمالية في تشابل هيل.